# Sender Blåbärskullen

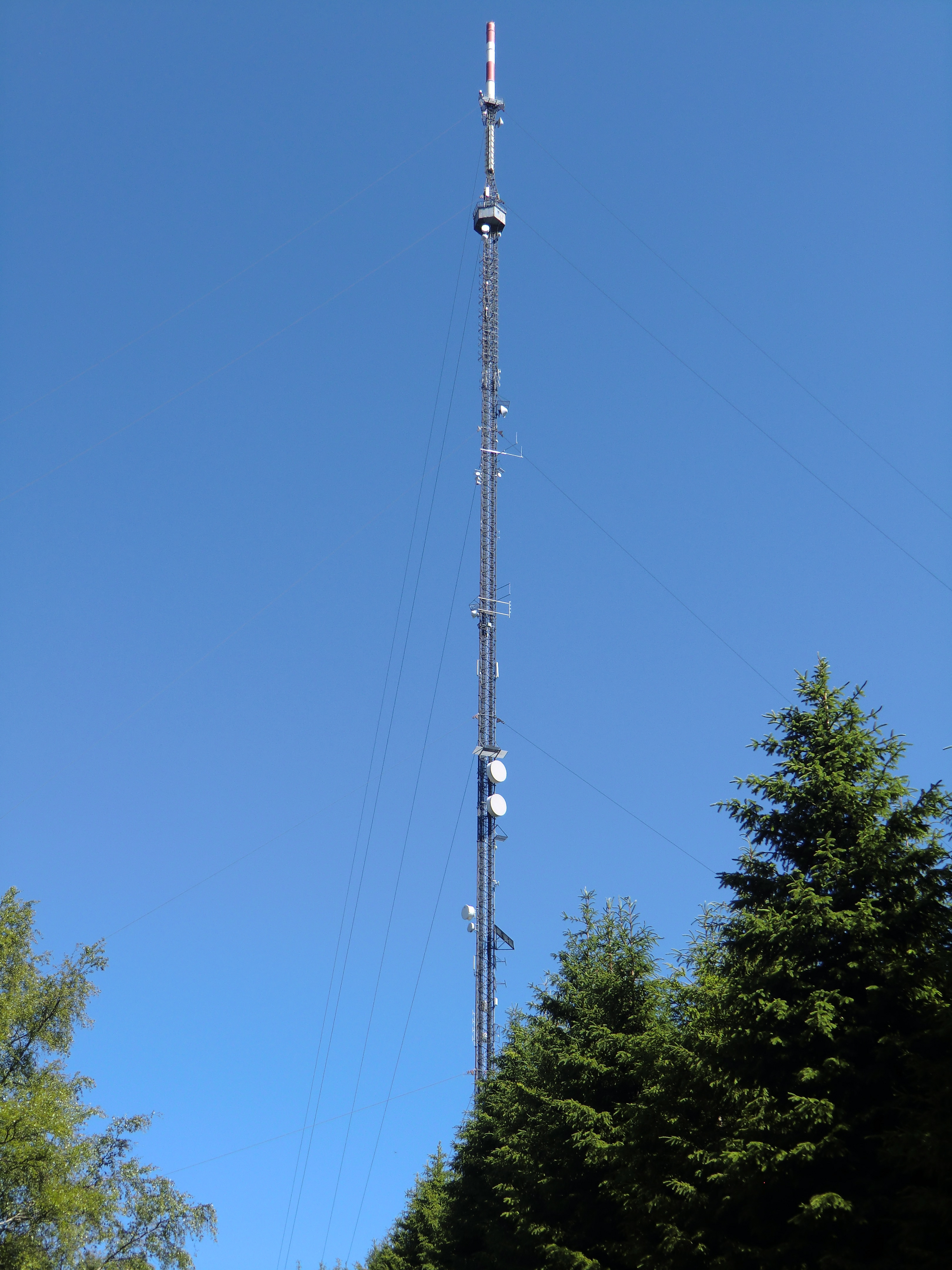
Sender Blåbärskullen

Der Sender Blåbärskullen ist eine Anlage zur Verbreitung von UKW-Hörfunk- und Fernsehprogrammen in der Nähe von Sunne in Schweden. Er ging am 2. September 1960 in Betrieb und verwendete als Antennenträger einen abgespannten Stahlfachwerkmast als Sendemast, der ursprünglich 323 Meter hoch war.
Am 27. Dezember 1979 knickte die Spitze des Mastes mit den Sendeantennen infolge von Vereisung ab. Als Ersatz für die zerstörten Sendeantennen wurde ein 72 Meter hoher Behelfsmast aufgestellt. Später wurden am verbliebenen 274 Meter hohen Mast neue Sendeantennen montiert.
Der Sender strahlt die Regionalprogramme Värmlandsnytt und Tvärsnytt des SVT ab.